# El ABC del amor
El ABC del amor es una película coproducción de Argentina, Brasil y Chile filmada en colores integrada por tres episodios: Noche terrible dirigido por Rodolfo Kuhn según su propio guion escrito en colaboración con Carlos del Peral, César Fernández Moreno y Francisco Urondo sobre el cuento homónimo de Roberto Arlt; El pacto dirigido por Eduardo Countinho según su propio guion y Mundo mágico dirigido por Helvio Soto según su propio guion que se estrenó el 7 de septiembre de 1967 y que tuvo como protagonistas a María E. Barrenechea, Vera Vianna y Jorge Rivera López.
Al ser exhibida en Argentina se suprimió el episodio Mundo mágico.

## Sinopsis
En El pacto un joven apuesta a que seducirá a una chica simple y ella le exige un suicidio romántico. Noche terrible se refiere a las divagaciones de un hombre en su última noche de soltería.

## Reparto
Participaron del filme los siguientes intérpretes:
Noche terrible
- Jorge Rivera López …Ricardo
- Susana Rinaldi  …Julia
- Federico Luppi  …Toto
- Héctor Pellegrini …Paco
- María Luisa Robledo …Madre de Julia
- Corrado Corradi …Jefe
- Marta Gam …Madre de la amiga
- Gloria Prat …Amiga
- Adriana Aizemberg
- Beatriz Allemany
- Roberto Braceras
- Miguel Narciso Brusse
- María Eugenia Cavieres
- Omar Delli Quadri
- Naum Krass
- Lelio Lesser
- Hebe Miller
- Lola Palombo
- Marcela Ruiz
- Félix Tortorelli
- Antonio Ripoll

El pacto
- Vera Vianna ... Inez
- Reginaldo Farías …Mario
- José Jofre Soares …Padre de Inez
- Isabel Ribeiro
- Mário Petráglia
- Cláudio MacDowell
- Rubén Azevedo
- Paulo Cézar
- Joana Fomm
- Dulce Nunez
- Nelson Xavier
- Nelo Melli

Mundo mágico
- María E. Barrenechea
- Raúl Espinosa
- Tennyson Ferrada
- Jorge Guerra
- Patricia Guzmán
- Carmen Lancio
- Miguel Littin
- Coca Melnick
- Patricia Menz
- Clara Mesias
- Antonio Ripoll

## Comentarios
La Nación opinó:

”Acertada versión de un cuento de Arlt…humor socarrón por momentos ácido…Rotunda crítica a los convencionalismos de la clase media en relación al noviazgo y el matrimonio”.

Manrupe y Portela escriben:

”…se recuerda la acidez de Arlt y Kohon juntos, a propósito de las fobias masculinas y con momentos de sexo que fascinaron a la crítica de la época. Un título que debería volver a revisarse”.

El Mundo dijo del filme:

”No expone su devenir valores destacables”.